# Leichtathletik-Europameisterschaften 1954/Kugelstoßen der Männer

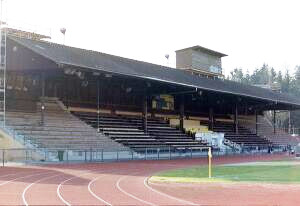
Tribüne des Stadions Neufeld in Bern

Das Kugelstoßen der Männer bei den Leichtathletik-Europameisterschaften 1954 wurde am 27. August 1954 im Stadion Neufeld in Bern ausgetragen.
Mit Silber und Bronze gab es in diesem Wettbewerb zwei Medaillen für die Sowjetunion. Europameister wurde der tschechoslowakische Europarekordler Jiří Skobla. Der Dritte der Europameisterschaften 1950 Oto Grigalka gewann die Silbermedaille. Bronze ging an Heino Heinaste.

## Rekorde

### Bestehende Rekorde
| Weltrekord   | 18,54 m | Parry O’Brien | Los Angeles, USA                                   | 11. Juni 1956   |
| Europarekord | 17,57 m | Jiří Skobla   | Ost-Berlin (heute Berlin), DDR (heute Deutschland) | 6. August 1950  |
| EM-Rekord    | 16,74 m | Gunnar Huseby | EM Brüssel, Belgien                                | 25. August 1950 |

### Rekordverbesserung
Der bestehende EM-Rekord wurde im Finale am 27. August zweimal verbessert:
- 17,08 m – Jiří Skobla (Tschechoslowakei), erster Versuch
- 17,20 m – Jiří Skobla (Tschechoslowakei), vierter Versuch

## Qualifikation

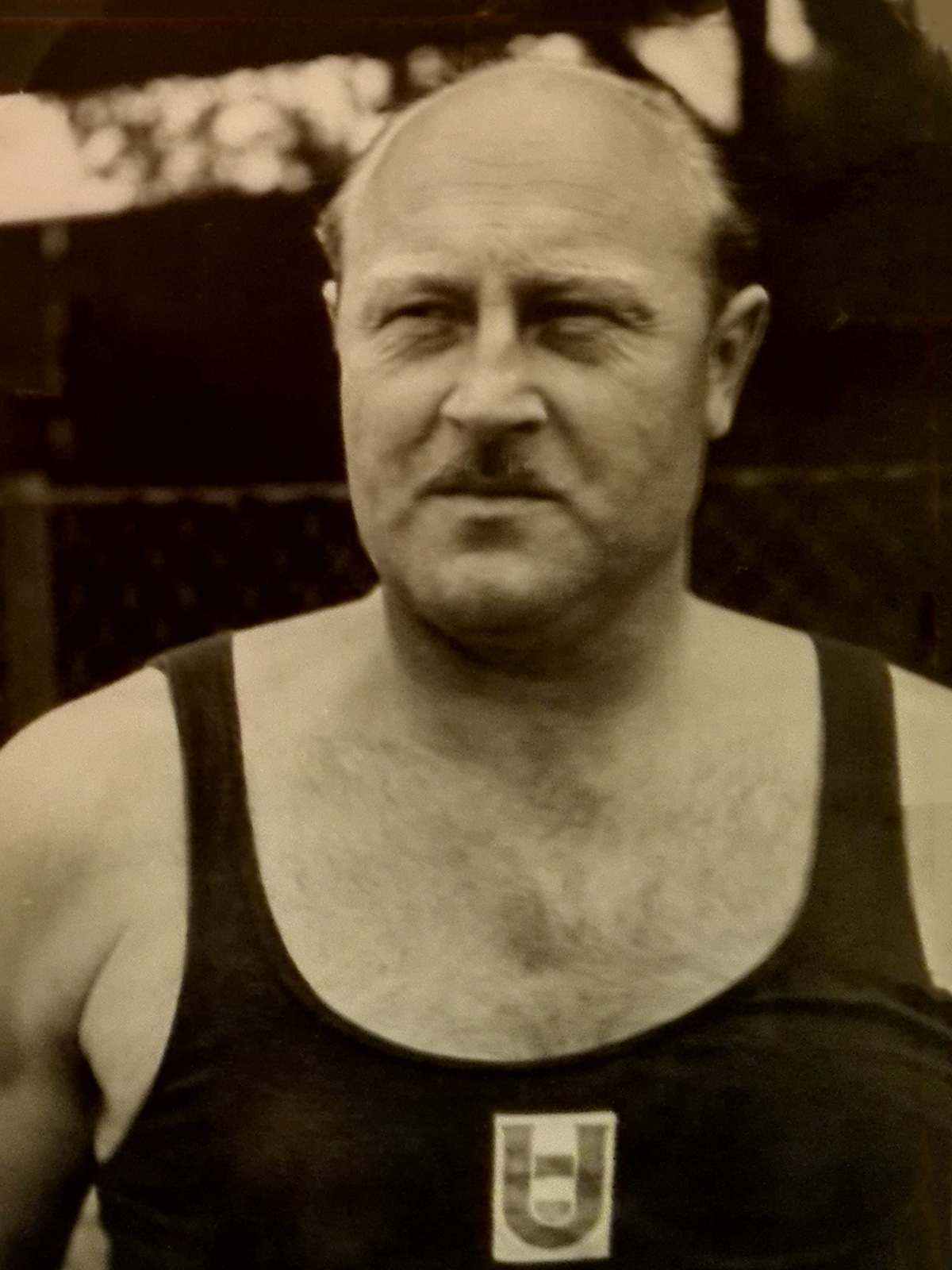
Mit seinen 14,14 m fehlten Alois Schwabl 36 Zentimeter für die Finalteilnahme

27. August 1954, 10:30 Uhr
Die 24 Teilnehmer traten zu einer gemeinsamen Qualifikationsrunde an. Die Qualifikationsweite für den direkten Finaleinzug betrug 14,50 m, was sich als etwas zu gering erwies, denn sechzehn Athleten erreichten oder übertrafen diese Marke (hellblau unterlegt). Damit geriet das Finalfeld insgesamt etwas zu groß.
| Platz | Name                    | Nation           | Weite (m) |
| ----- | ----------------------- | ---------------- | --------- |
| 1     | Heino Heinaste          | Sowjetunion      | 15,90     |
| 2     | Jiří Skobla             | Tschechoslowakei | 15,86     |
| 3     | Oto Grigalka            | Sowjetunion      | 15,52     |
| 4     | John Savidge            | Großbritannien   | 15,46     |
| 5     | Gabriel Georgescu       | Rumänien         | 15,27     |
| 6     | Reijo Koivisto          | Finnland         | 15,15     |
| 7     | Petar Šarčević          | Jugoslawien      | 15,12     |
| 8     | Josef Stoklasa          | Tschechoslowakei | 15,09     |
| 9     | Raymond Thomas          | Frankreich       | 15,09     |
| 10    | Roland Nilsson          | Schweden         | 14,92     |
| 11    | Erik Uddebom            | Schweden         | 14,83     |
| 12    | Ferenc Kövesdi          | Ungarn           | 14,82     |
| 13    | János Mihályfi          | Ungarn           | 14,72     |
| 14    | Yrjö Puntti             | Finnland         | 14,67     |
| 15    | Edouard Vandezande      | Belgien          | 14,51     |
| 16    | Mark Pharaoh            | Großbritannien   | 14,50     |
| 17    | Lucien Guillier         | Frankreich       | 14,43     |
| 18    | Skúli Thorarensen       | Island           | 14,35     |
| 19    | Alois Schwabl           | Österreich       | 14,14     |
| 20    | Max Hubacher            | Schweiz          | 14,13     |
| 21    | Konstantinos Giataganas | Griechenland     | 14,01     |
| 22    | Nuri Turan              | Türkei           | 13,74     |
| 23    | Willy Senn              | Schweiz          | 13,70     |
| 24    | Willy Wuyts             | Belgien          | 13,64     |

## Finale
27. August 1954
| Platz | Name               | Nation           | Weite (m) |
| ----- | ------------------ | ---------------- | --------- |
| 1     | Jiří Skobla        | Tschechoslowakei | 17,20 CR  |
| 2     | Oto Grigalka       | Sowjetunion      | 16,69     |
| 3     | Heino Heinaste     | Sowjetunion      | 16,27     |
| 4     | Roland Nilsson     | Schweden         | 16,17     |
| 5     | John Savidge       | Großbritannien   | 16,10     |
| 6     | Ferenc Kövesdi     | Ungarn           | 15,70     |
| 7     | Gabriel Georgescu  | Rumänien         | 15,48     |
| 8     | Petar Šarčević     | Jugoslawien      | 15,43     |
| 9     | Reijo Koivisto     | Finnland         | 15,39     |
| 10    | Raymond Thomas     | Frankreich       | 15,35     |
| 11    | János Mihályfi     | Ungarn           | 15,18     |
| 12    | Josef Stoklasa     | Tschechoslowakei | 15,13     |
| 13    | Yrjö Puntti        | Finnland         | 15,02     |
| 14    | Erik Uddebom       | Schweden         | 15,01     |
| 15    | Edouard Vandezande | Belgien          | 14,94     |
| 16    | Mark Pharaoh       | Großbritannien   | 14,65     |

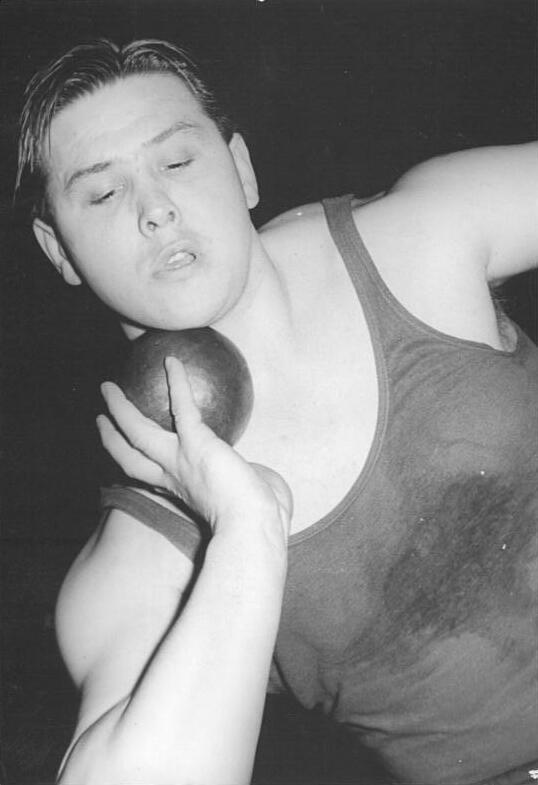
Europarekordler Jiří Skobla holte sich den EM-Titel

Versuchsserie des Europameisters Jiří Skobla:
17,08 m (CR) – 16,64 m – 16,76 m – 17,20 m (CR) – 17,05 m – 16,96 m